# Simple (компания)
Группа компаний Simple – российский импортёр вина, крепких спиртных и безалкогольных напитков, дистрибьютор и ритейлер с собственной сетью винотек и онлайн-витриной под розничным брендом SimpleWine. В группу компаний также входят онлайн-витрина SimpleWine.ru, винные ресторан и бар Grand Cru и Simple Bar, издательство Simple Media (swn.ru, Simple Wine News, Fine & Rare Wine) и школа вина «Энотрия».
Компания работает в сегментах b2b (HoReCa, ритейл, федеральные сети, дистрибьюторы) и b2c (собственный ритейл, прямые продажи, частные и корпоративные клиенты). В рамках b2b-направления Simple среди прочего предлагает услуги в составлении винных и барных карт, обучении персонала и консультировании в области продаж и винного маркетинга. Частным и корпоративным клиентам компания предоставляет сервисы по подбору продуктов, организации дегустаций, аренде профессионального стекла для мероприятий, составлению частных коллекций и строительству погребов.

## Структура и финансовые показатели
Головная компания группы — ООО «Симпл Групп», через кипрскую Simple Wine Holdings Ltd принадлежит основателям. Выручка компании-дистрибьютора ООО «Компания “Симпл”» в 2017 году составила около 10 млрд рублей, выручка всей группы — около 16,5 млрд рублей.

## История
Компания Simple основана в 1994 году Максимом Кашириным и Анатолием Корнеевым. Компания начала импортировать в Россию вина из Италии.
В 2003 году группа Simple открыла сеть собственных винотек.
По словам Корнеева, первый период резкого роста у группы Simple был в 1999—2000 годах (после серьёзного кризиса в 1998), а следующий — в 2006, когда Simple лучше других участников рынка подготовилась к введению ЕГАИС. В 2011 году Simple пережила трудный период, когда Росалкогольрегулирование некоторое время не продлевало лицензию Simple на работу с алкогольной продукцией — по словам Каширина, безосновательно.
В 2016 году группа начала выпускать собственное вино и крепкий алкоголь.

## Собственники и руководство
Максим Каширин — основатель и президент группы компаний Simple. Вице-президент «ОПОРы России», руководитель Комитета по вопросам торговли, руководитель Комиссии по алкогольной и винодельческой промышленности.
Анатолий Корнеев — основатель и вице-президент компании Simple. Винный эксперт, инициатор создания и ведущий преподаватель школы вина «Энотрия» и издания о вине Simple Wine News.

## Деятельность

### Портфель
Simple — один из крупнейших импортёров премиального импортного вина, крупнейший импортёр итальянских вин, также поставляет вина из Франции и других стран. Всего в портфеле Simple свыше 5000 вин из более чем 40 стран, а также крепкие спиртные напитки и прочее.
В частности, дистрибуционный портфель компании включает, помимо многих других, винные бренды Louis Roederer, Lanson, Joseph Drouhin (Франция), Frescobaldi (Италия), Penfolds (Австралия), Pingus (Испания), коньяк Frapin, водка собственного производства группы Simple «Онегин».

### Проекты
С 1999 года работает школа вина «Энотрия».
С 2017 года Simple проводит тематические мероприятия Simple Congress и SimpleWine Fest. Группа Simple также включает издательство, которое издаёт, помимо прочего, журнал о вине и винном бизнесе Simple Wine News.